# Những điều đáng ghét (trích đoạn)
Những điều đáng ghét là một trích đoạn được trích từ tác phẩm Truyện Gối đầu của Sei Shōnagon, một nữ quan kiêm văn sĩ cung đình Nhật Bản sống vào giữa thời kỳ Heian vào khoảng năm 1000 sau công nguyên.

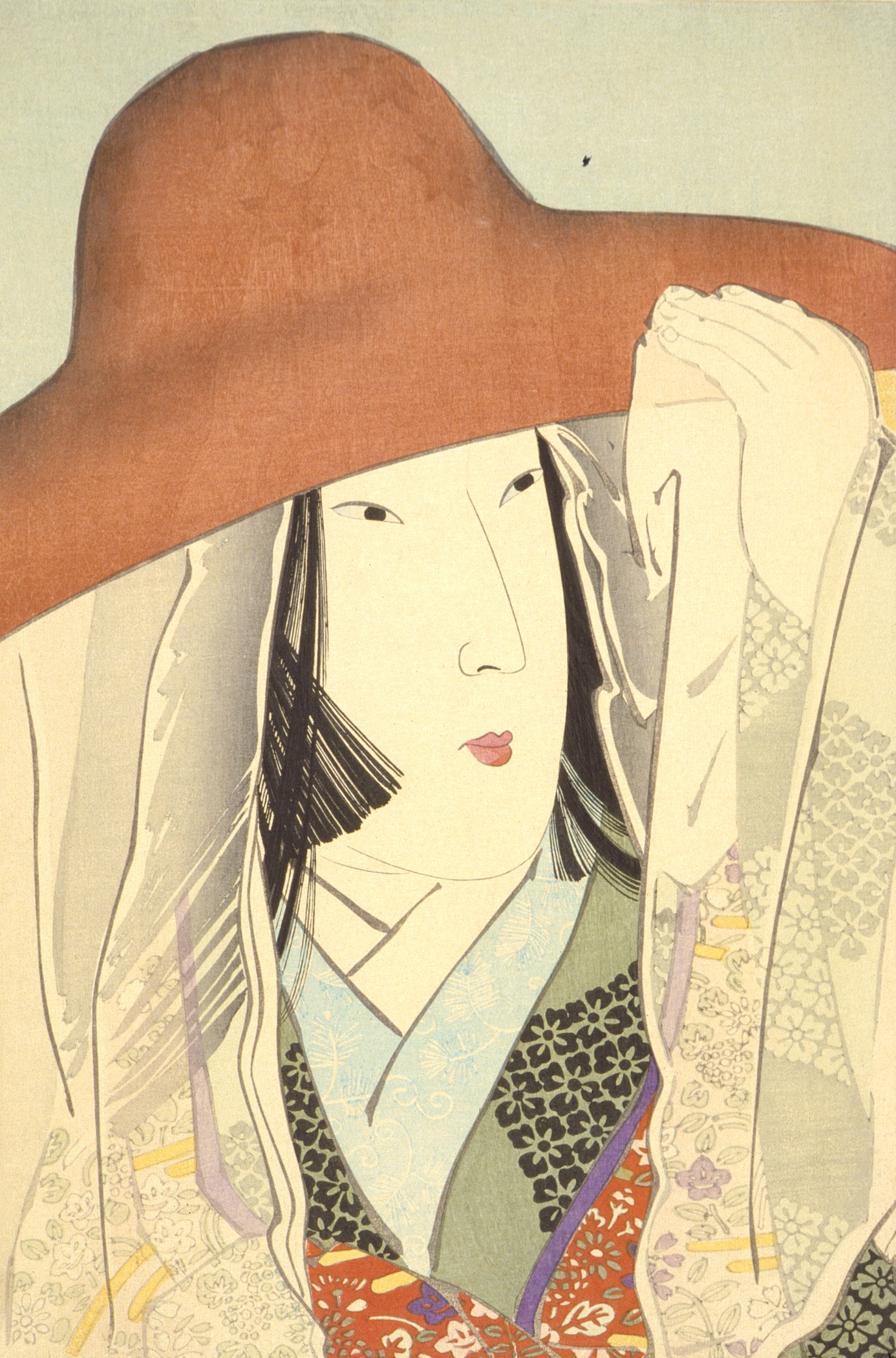
Nữ sĩ Sei Shonagon được mô tả trong tranh khắc gỗ của Kobayashi Kiyochika, 1896.

## Thể thức trình bày
Những điều đáng ghét được viết dưới dạng liệt kê danh sách những điều mà tác giả khong thích. Đoạn văn kiện ngắn này là một ví dụ cho sự yêu thích của nữ tác giả đối với phong cách viết dưới dạng liệt kê . Bà đã viết ra danh sách những thứ mình không thích theo các chủ đề như nghi thức, về những người phụ nữ, đàn ông và cả xã hội.  Sei đã chậm rãi giải thích cho người đọc về những thói quen của người khác mà bà cảm thấy khó chịu, cũng như đã đưa những điểm kỳ cục hài hước như tạo cho nó một sự thay đổi phù hợp với một danh sách thông thường . Ở cuối đoạn văn ngắn ấy, chúng ta có thể hiểu được tất cả những thứ khiến nữ tác giả cảm thấy khó chịu. Trong đoạn trích này, ta có thể thấy tác giả đã sử dụng những câu văn mang tính cường điệu nhằm diễn tả cảm giác của bản thân. Theo đó, nữ sĩ Shonagon đã đưa giọng điệu đầy tính trung thực và châm biếm vào danh sách liệt kê "những điều đáng ghét" của mình. Những chủ đề nhạy cảm đã được nữ văn sĩ diễn đạt theo lối cởi mở hơn. Chẳng hạn, tại một trong những chủ đề trong đoạn trích này nói về hành vi thô lỗ của những người đàn ông trăng hoa. Nữ văn sĩ đã mở đầu phần "sở đoản" của mình bằng cách nêu lên thực trạng của từng vấn đề, sau đó là câu chuyện làm dẫn chứng phía sau.

## Chủ đề đoạn trích
Đoạn trích ngắn đã mô tả những thứ mà Sei Shōnagon không thích dựa trên quan điểm cá nhân. Trong phần này, nữ tác giả đã tập trung vào các chủ đề về phép tắc lễ nghi, sự nghèo khổ, về những đứa trẻ và cả cha mẹ chúng nữa. Bà cũng đã phê phán những hành vi tại các mốc thời gian và địa điểm cụ thể nhằm thông báo cho người đọc về những cảm nhận của người khác khi rơi vào hoàn cảnh giống bà. Mục đích tác giả của nó viết ra danh sách này là để giúp độc giả giải trí với góc nhìn hài hước về nhu cầu luân chuyển của tâm tính con người. Sei đã viết ra nó với một giọng văn dè dặt để diễn đạt giấc mơ của bà về những thay đổi trong xã hội. Bà đã mô tả cho chúng ta thấy cách cỗ máy xã hội Nhật Bản vào thời đó vận hành ra sao, cũng như cảm nhận của bà về nó như thế nào.

## Bối cảnh ra đời
Sei Shōnagon đã từng là nữ quan hầu hạ trong cung của Hoàng hậu Teishi (定子, Định Tử) vào khoảng thế kỷ 10. Không ai biết chính xác về ngày sinh của bà. Nữ văn sĩ đã sống trong suốt thời đại Heian - thời kỳ nở rộ của nền Văn học Nhật Bản, đồng thời tạo dựng mối quan hệ "cạnh tranh" với nữ sĩ Murasaki Shikibu. Sei được biết đến là một người phụ nữ độc lập và nổi bật, người đã sử dụng những kỹ năng của mình để viết nên Những điều đáng ghét một cách thẳng thắn mà không có bất cứ sự sàng lọc nào.  Trong suốt thời kỳ Heian ấy, nữ văn sĩ cũng đã viết ra những mẩu chuyện khác nhằm bày tỏ quan điểm cá nhân với thể thức trình bày khá giống với đoạn trích trên, trong đó có Những thứ phiền muộn (Depressing Things) và Những điều tao nhã (Elegant Things). Đoạn trích ngắn trên thuộc về tác phẩm Truyện Gối đầu nổi tiếng của bà, nói về những niềm tin cá nhân trong đời sống xã hội khiến bà phải suy ngẫm.

## Ảnh hưởng sáng tác trong thời hiện đại
Ngày nay, tại Nhật Bản, học sinh đôi khi sẽ lựa chọn hoặc được giao nhiệm vụ viết những văn bản có hình thức trình bày ăn theo hình thức của đoạn trích trên.